# Ecoのはなうたのススメ
えこのはなうたのススメは、茨城放送で放送されているトーク・音楽番組である。

## 概要
2004年開始。2010年3月に終了するが2011年10月より再開。
茨城県日立市出身の歌手・シンガーソングライターとして活動する「えこ」が、日々の音楽活動や日常の生活で発見した様々なエピソードを話したり、親交の深い音楽家を招いて対談（2週間1くくり）を行う。
ポッドキャスティングでも配信されているが、地上波放送から2ヶ月程度遅れる。また著作権の絡む音楽部分は割愛され、実際にポッドで放送されるのは全体の半分程度である。

## 放送時間
2011年10月9日 -
- 隔週日曜日 22:00 -

2009年10月 -
- 火曜日 21:30 - 22:00

過去
- 毎週土曜日 22:00 - →毎週日曜日22:30 - 23:00

当番組が放送されない週は「マシコタツロウの"真,,プリプロルーム」を放送する。